# Ron Pope
Ron Pope   (23 de juliol de 1983) nom artistic de Michael "Ron" Pope és un cantant nord-americà de pop i de rock; també és compositor. Va créixer a Marietta, Geòrgia, Estats Units. El 2005 va escriure l'èxit d'internet "A drop in the ocean" amb Zach Berkman, la qual cosa va portar a Pope a esdevenir un cantant reconegut internacionalment.

## Biografia
Pope va créixer a Marietta, Atlanta. Allà va assistir a la "East Cobb Middle School" i "Joseph Wheeler High School". Va començar a tocar la guitarra a una edat primerenca i es va fer més notable amb el talent a l'escola secundària on va formar diverses bandes.
Després de la secundària, va assistir a la "Rutgers University" durant dos anys per jugar al beisbol. Després d'una lesió que va posar fi a la seva carrera, el 2003 es va traslladar a la "New York University" per dedicar-se a la seva altra passió, la música. Després d'unir-se a un grup de companys compositors, va trobar als seus amics i futurs companys de la banda, Zach Berkman i Paul Hammer. A partir d'aquí, van crear "The District" amb Chris Kienel, Will Santa Moria i Mike Clifford. Després de l'èxit com a banda de la universitat, la banda va viatjar a Amèrica durant dos anys i va gravar tres discos: "the District", "the District Does Christmas",i "Last Call". Al desembre de 2010, "The Disctrict" es va reunir per gravar "Wellfleet".
El març de 2008, Pope va actuar a Total Request Live de MTV. De forma independent, va escriure, va produir i va publicar quatre àlbums de llarga durada: "Daylight (2008)", "The Bedroom Demos (2009)", "Goodbye, Goodnight (2009)" i "Hello, Love (2009)". Al maig de 2009, Pope va signar un contracte d'enregistrament d'un any amb la discogràfica Universal Republic Records, amb qui va llançar dos singles, "A drop in the ocean" i "I Believe". Ha produït la seva música de forma independent, escrivint i produint cinc àlbums més.

## Actuacions a televisió
Pope va actuar al programa Total Request Live de MTV al març de 2008. Ha tingut dues cançons al programa So You Think You Can Dance de la Fox Broadcasting Company tant al Canadà com als EUA. Va aparèixer en l'estrena de la tercera temporada de Diaris de Vampirs a la cadena The CW. "A drop in the ocean", es va dur a terme al programa de televisió del Regne Unit "Made in Chelsea", i també en la quarta temporada de 90210.

## Discografia
| Album                                 | Any  |
| ------------------------------------- | ---- |
| Last Call                             | 2007 |
| Daylight                              | 2008 |
| The bedroom demos                     | 2009 |
| Goodbye, goodnight                    | 2009 |
| Hello, love                           | 2009 |
| The new England sessions              | 2010 |
| Ron Pope Live & Unplugged in New York | 2010 |
| Whatever it takes                     | 2011 |
| Atlanta                               | 2012 |
| Monster                               | 2012 |
| Calling off the dogs                  | 2014 |